# Björn Olgeirsson
Björn Olgeirsson (ur. 23 lutego 1962 w Húsavíku) – islandzki narciarz alpejski, uczestnik Zimowych Igrzysk Olimpijskich 1980 w Lake Placid.
Na Zimowych Igrzyskach Olimpijskich 1980 wystąpił w dwóch konkurencjach, jednak obu nie ukończył.

## Osiągnięcia

### Zimowe igrzyska olimpijskie
| Igrzyska  | Konkurencja   | Czas | Wynik | Zwycięzca        |
| --------- | ------------- | ---- | ----- | ---------------- |
| Oslo 1952 | Slalom gigant | -    | DNF   | Ingemar Stenmark |
| Oslo 1952 | Slalom        | -    | DNF   | Ingemar Stenmark |